# Mimosestes nubigens
Mimosestes nubigens är en skalbaggsart som först beskrevs av Victor Ivanovitsch Motschulsky 1874.  Mimosestes nubigens ingår i släktet Mimosestes och familjen bladbaggar. Inga underarter finns listade i Catalogue of Life.